# Kaple svatého Jana Nepomuckého (Těchobuz)
Kaple svatého Jana Nepomuckého se nachází u hřbitova na okraji obce Těchobuz, při silnici na Velký Ježov. Kaple zasvěcená svatému Janu Nepomuckému je chráněn jako kulturní památka České republiky.

## Historie
Kapli nechala v roce 1826 postavit majitelka těchobuzského panství Anna Hoffmannová po smrti své dcery Karolíny z jejího věna. Vlivem Bernarda Bolzana šla část z peněz z věna na výstavbu školy, takže kaple je chudší, než byla zamýšlena. Pod kaplí se nachází rodinná hrobka majitelů panství Hoffmannů. Kaple je využívána jako smuteční síň.

### Márnice
Po zrušení hřbitova v okolí kostela sv. Marka byl přenesen na okraj obce k silnici na Velký Ježov. Snížená část márnice byla postavena již se vznikem hřbitova na konci 18. století, zbytek pochází z roku 1820.

## Popis
Kaple má podobu rotundy o vnitřním průměru 7,2 metrů. Zakončuje ji kopulovitá střecha.